# Bitka pri Monck's Corner
Bitka pri Monck's Corner se je odvila 14. aprila 1780 blizu Charlestona v Južni Karolini, ki je bil pod obleganjem britanskih sil pod poveljstvom generala Henryja Clintona (britanski častnik, rojen leta 1730) v [Ameriška vojna za neodvisnost|ameriški osamosvojitveni vojni]]. Britanska legija  je pod poveljstvom podpolkovnika Banastre Tarletona presenetila patriotske sile, nameščene v Monck's Cornerju v Južni Karolini, in jih pregnala. S tem je bila oblegani vojski Benjamina Lincolna onemogočena pot pobega. Poleg Britanske legije ter 33. in 64. pešpolka pod poveljstvom podpolkovnika Jamesa Websterja so sile vključevale tudi ameriške prostovoljce pod vodstvom majorja Patricka Fergusona.

## Ozadje
Večina britanskih vojakov, ki so sodelovali v bitki pri Monck's Cornerju, so bili lojalistične čete, zbrane iz kolonije Južna Karolina, čeprav je sodeloval tudi odred 17. lahkega dragoncev pod poveljstvom stotnika Williama Henryja Talbotwitha. Tarletonova enota je bila znana kot Britanska legija, pod poveljstvom podpolkovnika Banastre Tarletona. General sir Henry Clinton je prispel pred Charleston, Južna Karolina 1. aprila 1780 in začel priprave na obleganje kot uvodni korak v britanskem načrtu za prevzem nadzora nad Karolinama. Mesto so branile čete kontinentalne vojske pod poveljstvom generala Benjamina Lincolna. Tudi po začetku britanskih operacij so čete še naprej prihajale v mesto, da bi pomagale pri njegovi obrambi. 8. aprila, potem ko so Britanci začeli vzpostavljati oblegovalne linije okoli dela mesta, je v mesto prispelo 750 virginijskih kontinentalcev pod poveljstvom Williama Woodforda.
Clinton je izvedel, da se mestu bliža oskrbovalni pratež, ki je bil pravzaprav pratež virginijskih čet in se je odločil, da bo prerezal oskrbovalno pot. Pod poveljstvom podpolkovnika Jamesa Websterja je odpravil 1.400 mož v notranjost približno 30 km do Bigginovega mostu na reki Cooper, da bi prestregli pratež.
Da bi zaščitili svoje linije, so se morali Britanci soočiti z generalom Isaacom Hugerjem in njegovim odredom, ki ga je Lincoln namestil v Monck's Cornerju v Južni Karolini. Hugerjeva sila je štela 500 mož, vključno s konjenico pod poveljstvom podpolkovnika Williama Washingtona in elementi Pulaskijeve legije pod poveljstvom viteza Pierra-Francoisa Vernierja. Zvečer 13. aprila je Tarleton prestregel Hugerjevo pismo, namenjeno Lincolnu in izvedel razporeditev Hugerjeve sile. Njegov pohod se je nadaljeval v tišini.

## Bitka
Britanci so napadli ob 3. uri zjutraj 14. aprila. Kar je sledilo, se je hitro spremenilo v poraz.
Po Tarletonu so bili "Američani popolnoma presenečeni, general Huger, polkovniki Washington in Jamieson so s številnimi častniki in možmi peš pobegnili v močvirja."
Med ameriškimi žrtvami je bilo 14 ubitih, 19 ranjenih in 64 ujetih. Največja nagrada je bil ujeti [fkonj]]i, ki so pripadali ameriškim častnikom in konjenici.

## Posledice
Tarletonov sloves hitrih presenetljivih napadov se je začel s to njegovo prvo večjo zmago na jugu. Po bitki so nekateri Tarletonovi vojaki dragonske legije divjali, vključno z umorom Vernierja, potem ko je prosil za milost in "poskusi opolzitve več žensk" na plantaži Colleton. Ferguson je bil zaradi teh dejanj užaljen in Webster je storilce poslal nazaj v glavni vojaški tabor zunaj Charlestona, kjer so jim "sodili in bičali". Nekateri razpršeni ostanki Hugerjeve sile so se odpravili proti severu in vzhodu. Sčasoma so se pod poveljstvom polkovnika Anthonyja Waltona Whita pregrupirali, vendar jih je Tarleton 6. maja v Lenudovem prehodu ponovno razpršil. Lincoln je bil 12. maja prisiljen predati Charleston in več kot 5.000 vojakov kontinentalne vojske. To je bila najhujša ameriška izguba v vojni. Vojska Združenih držav ni utrpela podobne izgube vse do bitke pri Harper's Ferryju med ameriško državljansko vojno.